# 우르비노 전쟁
우르비노 전쟁 (1517년)은 이탈리아 전쟁 중간에 있었던 에피소드 중 하나이다. 교황 레오 10세가 이끄는 교황령 군대와 우르비노 공작간에 벌어진 전쟁이다. 교황 레오 10세는 이전 교황들과 마찬가지로 명목상으로만 교황령에 속했던 로마냐와 그 인근 지역을 실질 장악한 후 자신의 출신 가문이 지배하는 영지로 삼으려는 야심을 가지고 있었다.
첫 목표로 여러 가지 비행을 저질렀던 우르비노 공작을 압박하자 이에 반발한 우르비노 공작과 물리적인 충돌이 벌어졌다. 1517년 1월에 본격적으로 시작된 전쟁은 동년 9월까지 8개월간 진행됐다. 결국 우르비노 공작 프란체스코 마리아 1세는 만토바로 퇴각하고 피렌체 메디치 가문의 로렌초 2세(1492-1519)가 우르비노 공작이 되었다.
로렌초 2세가 1519년에 사망한후 그의 딸 카트린 데 메디시스가 우르비노 공작을 이어받았다. 그러나 1522년 교황 하드리아노 6세때 프렌체스코 마리아 1세가 다시 우르비노 공작을 되찾았다. 이 일로 인해 프렌체스코 마리아 1세는 피렌체의 메디치 가문 그리고 메디치 가문 출신의 교황인 클레멘스 7세와 매우 불편한 관계를 유지하게 되었다. 그 결과 교황이 주도한 코냑동맹전쟁(1526~1530)중에 동맹군 총사령관이면서도 매우 소극적으로 전쟁에 임했고, 로마 약탈(사코 디 로마, 1527년)이 발생하게 된 원인중 하나가 되었다.

## 역사적 배경

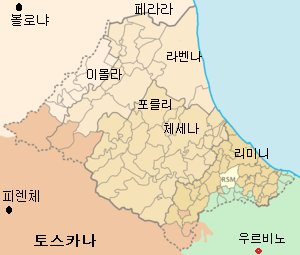
로마냐 와 우르비노 지도

보름스 협약(1122)으로 성직자 서임권을 교회가 가져가며 교황의 권위가 상승하다가 십자군 전쟁(11~13세기)의 실패 이후 기울어가더니 아나니 사건, 아비뇽 유수, 서방 교회 대분열(1378~1417)을 거치며 크게 추락하였다. 콘스탄츠 공의회(1414~18)를 통해 서방교회의 분열이 해결되자 공의회 수위설이 탄력을 받으며 교황의 권위를 눌렀고 이에 반발한 로마 가톨릭은 교황청의 권위를 만회하려 하였다.
15세기 후반에 교회의 힘이 다시 강해지더니 교황들은 친족중용 족벌주의를 추구하여 출신가문의 위상을 높이려고 노력하였다. 명목상의 지배령이었던 중북부 지역(로마냐)에 대한 실질적인 지배력을 행사하거나 이곳을 통합하여 자신의 출신 가문이 통치하는 영지로 만들려고 하였는데 이로 인해 잦은 분쟁이 발생하였다. 지역민들은 독립된 자치를 원했고 지방 호족들은 지배가문을 형성하며 세력을 뿌리 내리고 있었다. 이들은 교회에서 교황 대리(비카리오)라는 호칭을 받긴했지만 실제로는 독립된 통치권을 행사하였다. 일부지역을 제외하고는 악정으로 주민의 원성이 끓이지 않았고 교황청에 받쳐야 하는 조공을 체납하는 등 교황의 명령에도 따르지 않는 경우가 많았다.
메디치 가문과의 갈등 끝에 15세기 가장 유명한 암살사건인 '파치 음모 사건(1478년)'을 일으켰던 교황 식스토 4세(재위 1471~84)의 이탈리아 중북부 장악 시도는 피렌체 전쟁(1478~80)과 페라라 전쟁(1482~84)을 치르며 좌절되었다. 알렉산데르 6세(재위 1492~1503)는 자신의 아들 체사레 보르자를 통해 로마냐 공국을 건설하였으나 갑자기 사망하면서 로마냐 공국은 해체되었다. 알렉산데르 6세를 혐오했던 교황 율리오 2세는 족벌주의를 배척하며 로마냐 지역을 교황령에 포함시켜 장악하고자 했다. 전사 교황이라는 별명답게 무장을 하고 직접 군대를 통솔하여 볼로냐와 페루자를 정벌하는 등 매우 적극성을 보였다.
면죄부 판매를 남발하여 종교개혁을 촉발시킨 교황 레오 10세(재위 1513~21)도 예외는 아니었다. 명목상 교황령에 속해있는 이탈리아 중부의 파르마, 피아첸차, 페라라등을 실제 장악한 후 자신의 출신 가문인 메디치 가문의 일족이 통치하는 로마냐 공국을 건설하고자 하는 야심을 가지고 있었다. 이런 계획을 품고 있던 레오 10세는 우르비노 공작령을 첫 번째 목표로 삼았다. 우르비노 공작을 폐위시키고 그 자리를 동생 줄리아노에게 주려 했다. 우선 이 일에 대한 프랑스의 견제와 간섭을 피하고 프랑스를 자신의 편으로 끌어들이기 위해 동생 줄리아노와 프랑수아 1세의 이모 사보이의 필리베르테 공녀와 혼인을 성사시켰다.(1515년 2월)

## 전쟁의 원인

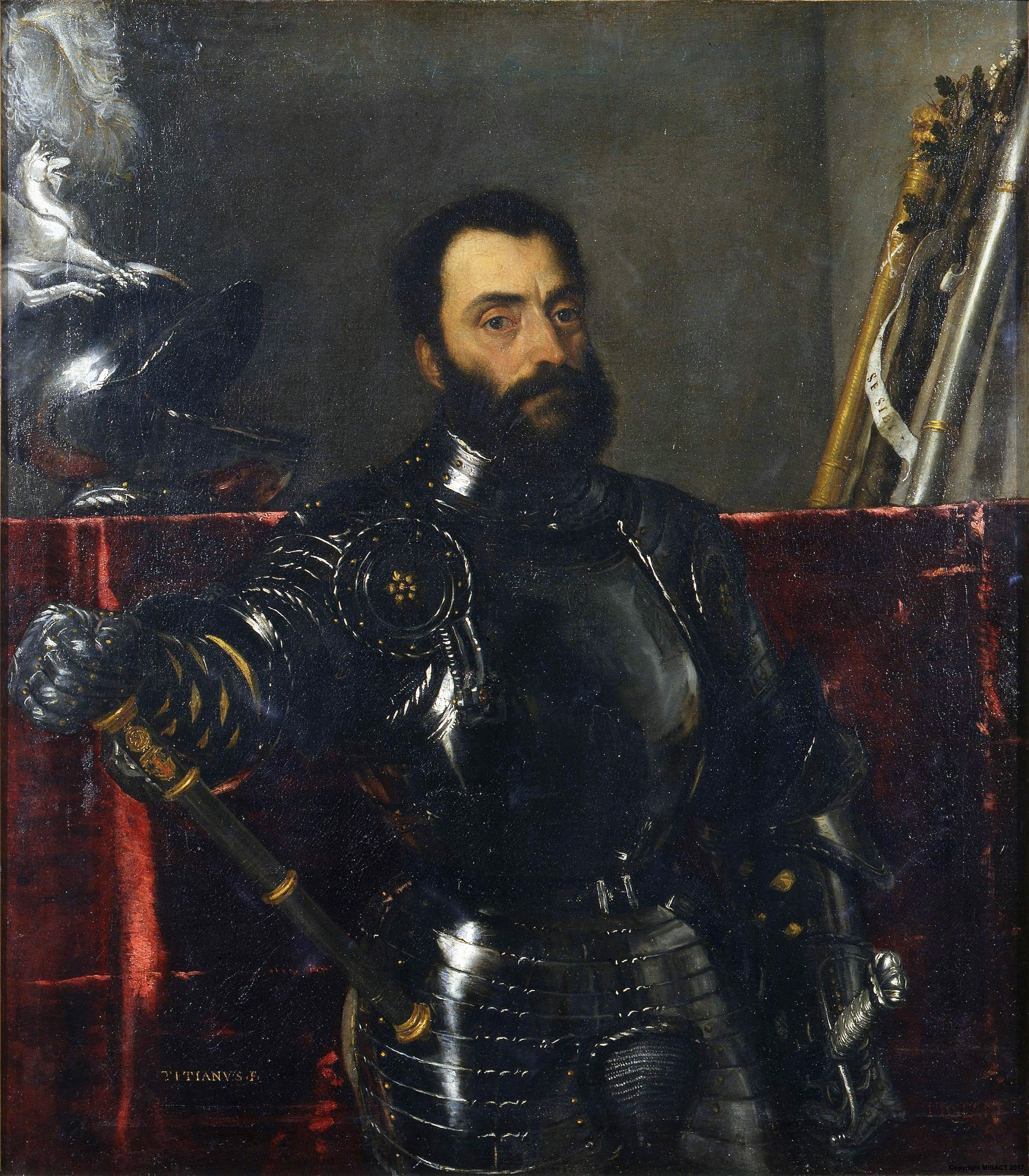
우르비노 공작 프란체스코 1세

교황 레오 10세와 우르비노 공작 (프란체스코 마리아 1세 델라 로베레) 사이에는 몇 가지 갈등이 있었다. 또한 우르비노 공작은 과거 전임 교황 율리오 2세(재위 1503~13) 시절에 여러 가지 불미스러운 사건을 많이 일으켰기 때문에 트집 잡을 만한 일들이 많았다. 우르비노 지역민들은 자치권을 유지하려했고 우르비노 공작은 이에 동조하며 교황 레오 10세와 대립하였다. 캉브레 동맹전쟁(1508~16)으로 혼란한 이탈리아의 상황을 틈타 1513년에 우르비노 공작은 스스로 페사로의 군주에 오르며 교황의 종주권(宗主權)에 도전하는 듯한 행보도 보였다.
우르비노 공작은 캉브레 동맹전쟁(1508~16)중에 교황군 지휘관으로 참전하였다. 그러나 1511년에 적국인 프랑스와 내통했다는 의심을 살만한 행동을 한 적이 있다. 같은해에 프렌체스코 알리도시 추기경도 살해했으나 당시에는 그의 삼촌 교황 율리오 2세의 정치적 후광때문에 유야무야 넘어갈 수 있었다. 또한 교황 율리오 2세가 프랑스군과 맞서 이탈리아를 보호하라는 요구를 거절하였고 피렌체를 정벌하여 메디치 가문을 복권시키라는 명령도 거부하였다. 그러나 1513년 교황 율리오 2세가 사망하자 든든한 정치적 후원자를 잃어 버렸다.
캉브레 동맹전쟁(1508~16)이 막바지에 도달한 1515년 9월에 교황군이 마르냐노 전투에서 프랑스에 대패 한후 교황과 프랑수아 1세는 그해 12월 19일에 볼보냐에서 협상을 체결하였다. 이때 교황 레오 10세는 우르비노 공국에 대한 교황군의 공격에 대해 프랑스가 간섭하지 않을 것을 보장받았다.

## 전쟁의 경과
1516년 캉브레 동맹 전쟁이 종료되자 교황 레오 10세는 우르비노 공작을 로마로 소환하며 과거 그의 불명예스러운 행동에 대해 해명을 요구하였다. 그러나 우르비노 공작은 교황의 소환에 불응하였고 교황은 그를 즉시 파문하여 우르비노에서 추방하였다. 1516년 5월 30일, 조카를 보내 우르비노를 접수하였으나 추방 되었던 우르비노 공작이 1517년 1월 23일에 군대를 이끌고 와서 우르비노 탈환을 시도하였다. 교황의 용병대장 프란체스코 델 몬테를 상대로 한 전투에서 승리한 후 시민들의 환호 속에 재입성에 성공한다.
교황은 로베레를 응징하기 위해 다시 1만의 군사를 고용하여 우르비노로 보냈다. 그런데 지휘관이었던 로렌초 2세 데 메디치가 4월 4일 몬돌포 공성 중에 총상을 입고 토스카나로 퇴각하였다. 이에 교황은 이번에는 추기경 베르나르도 도비치를 대신 내세운다. 하지만 도비치는 몬테 임페리알레(현재의 포지본)에서 우르비노군과 격돌해 대패하고 만다. 그는 패배 후 페사로로 후퇴하였다. 전투에서는 계속 로베레가 승리했으나 재정상황이 악화되어 용병들을 계속 고용할 수 없었다. 전쟁을 지속할 수 없게 되자 교황에게 대화로 문제를 해결할 것을 제안하였다.

## 결과와 영향
1517년 9월에 양측은 조약을 맺고, 로베레는 우르비노 공작직을 내려놓은 조건하에 아무런 방해를 받지 않고 만토바로 후퇴하는 데에 합의했다. 우르비노 공작위는 교황의 조카인 로렌초 2세가 차지하였으나 1519년 5월 4일에 사망하고 만다. 우르비노 공작위는 로렌초 2세의 딸인 카트린 드 메디시스가 상속하였으나 부친이 사망하기 3주 전에 태어난 터라 실질적인 통치는 불가하였다. 교황 레오 10세가 1521년 12월 1일 죽자 로베레는 우르비노 공작위를 되찾는다.
우르비노를 차지하기 위해 일으킨 이 전쟁은 교황 레오 10세에게도 명예롭지 못했으며 정치적 어려움을 불러왔다. 이 전쟁에 대해 불만이 있던 세력들이 교황을 독살하려는 시도가 있었다. 사전에 발각되어 몇몇 추기경들이 투옥되고 처형되었다. 교황청도 재정적으로도 어려움이 발생했는데 전쟁비용이 총 800,000 두카트가 지출되었기 때문이다.
이 전쟁의 영향으로 로베레는 훗날 코냑동맹전쟁(1526~1530)중에 동맹군의 총사령관이였음에도 불구하고 전쟁에 매우 소극적으로 대처하여 1527년 5월 6일에 로마약탈이 벌어지는 원인을 제공한다. 그런 이유는 당시 교황이었던 클레멘스 7세(재위1523~34)가 교황 레오 10세(재위 1513~21)와 같은 피렌체의 메디치 가문 출신이었기 때문이다.
메디치 가문과의 악연으로 인해 교황과 껄끄러운 관계를 유지하고 있었던 그로서는 메디치 가문 출신의 교황이 주도하여 벌어진 코냑동맹전쟁에 열심히 임해야 할 이유가 없었다. 또한 전쟁 초반기 이미 밀라노와 롬바르디아가 제국군의 수중에 넘어갔고 동맹국이었던 베네치아와 프랑스가 전쟁에 소극적이었으며 교황은 일방적으로 동맹 탈퇴와 재가입을 반복하여 신뢰할 수 없었던 이유도 있었다.

## 같이 보기
- 캉브레 동맹전쟁 (1508-1516)
- 프렌체스코 알리도시 (1455~1511)
- 프란체스코 마리아 1세 델라 로베레 우르비노 공작
- 교황 레오 10세 (재위 1513~21)
- 로마약탈 (1527년)
- 로렌초 2세 데 메디치